# Danh sách nhân vật trong Nhà trọ Nhất Khắc
Đây là danh sách các nhân vật trong loạt manga và anime Nhà trọ Nhất Khắc của tác giả Takahashi Rumiko.

## Nhân vật chính
- Godai Yūsaku (五代 裕作, Ngũ Đại Dụ Tác):

Lồng tiếng bởi: Futamata Issei (tiếng Nhật), Jason Gray-Stanford và Brad Swaile (tiếng Anh).
Sinh năm 1961 và là một học sinh 19 tuổi vào đầu truyện. Anh sống ở Phòng 5 (Go) trong ngôi nhà trọ Nhất Khắc. Số phận của Yusaku khá là long đong: anh là một cậu học trò nghèo và lận đận trong việc thi cử, cụ thể là anh đã thi rớt đại học và hiện đang ôn luyện để chuẩn bị thi lại vào năm tới. Tệ hơn nữa, anh luôn bị những người hàng xóm của mình gây phiền toái tới mức anh từng có ý định gặp người quản lý để xin rút lui khỏi nhà trọ, và đó là lúc anh gặp Kyoko.
Nhìn chung thì bản tính của Yusaku khá hiền lành và tốt bụng, nhưng, nhất là trong khoảng thời gian đầu truyện, anh là một cậu trai thiếu quyết đoán, hay ngượng ngập và phần nào chưa thật sự trưởng thành. Một ví dụ là, việc anh thích Kyoko ban đầu chỉ là cảm xúc bồng bột của một cậu con trai, nhiều khi kèm theo chút háo sắc trong đó. Nhưng dần theo thời gian, với sự giúp đỡ của Kyoko, Yusaku đã dần trưởng thành, anh trở thành một con người tự lập, điềm tĩnh, bản lĩnh và chăm chỉ, đồng thời tình yêu của anh với Kyoko cũng trở nên chín chắn hơn chứ không còn là thứ tình cảm bồng bột như ban đầu. Tuy nhiên, trong mối quan hệ với Kyoko, nhiều khi Yusaku lại gây ra nhiều hiểu lầm đáng tiếc, tất nhiên những hiểu lầm này không hoàn toàn do lỗi của anh, nhưng đối với những nhân vật trong ngôi nhà trọ Nhất Khắc, một hiểu lầm tương đương với một tai hoạ. Và trong một số trường hợp, mối quan hệ giữa anh và Kyoko trở nên phức tạp và khó nói do có người thứ ba, thứ tư,... thứ n xen vào.
Có một điều trớ trêu ở cái tên "Yusaku" (Dụ Tác), tên đó có nghĩa là nôm na là "làm giàu". Mà cái tên này lại không thích hợp lắm với gia cảnh của nhân vật nam chính này...
- Otonashi Kyōko (音無 響子, Âm Vô Hưởng Tử):

Lồng tiếng bởi: Shimamoto Sumi (tiếng Nhật) và Ellen Kennedy (tiếng Anh).
Nhân vật nữ chính trong Mezon Ikkoku. Cô là một goá phụ trẻ và là người thay thế cha chồng mình quản lý ngôi nhà trọ Nhất Khắc đang bên bờ vực đi xuống sau khi chồng mình qua đời. Vì là người quản lý, phòng của Kyoko không có số như các phòng trọ khác, thay vào đó trên cửa phòng gắn một chữ "vô", có thể hiểu là... con số 0. Mà căn phòng này cũng rất thích hợp với cái tên của cô, "Âm Vô Hưởng Tử", vì nó là căn phòng không số và cũng không có tiếng động.
Kyoko là một cô gái dễ thương, hiền lành, lịch sự và luôn quan tâm đến mọi người, nhất là những thành viên trong "đại gia đình" nhà trọ Nhất Khắc. Mặc dù vậy, giống như đa phần các nhân vật nữ của Takahashi Rumiko, Kyoko sẽ trở nên vô cùng đáng sợ khi cô ghen tuông, với lại có cũng có cá tính rất độc lập và mạnh mẽ, cô không bao giờ để người khác quyết định cuộc đời của mình, dù đó là cha mẹ của cô. Kyoko biết Yusaku có tình cảm với mình, và cô cũng, vô hình trung, đáp lại tình cảm đó, thỉnh thoảng cô trở nên ghen vì Yusaku (dù Kyoko không thừa nhận việc này). Nhưng sau đó cô cũng nhận biết được rằng, Mitaka Shun cũng yêu cô chân thành, và trở nên phân vân trước lựa chọn nạy Hơn thề nữa, hình ảnh của Otonashi Sōichirō, người chồng quá cố mất sau đám cưới chỉ 6 tháng, không thể nào phai nhạt trong tâm trí của Kyoko. Điều này cũng phản ánh trong tên của chú chó cưng của Kyoko, khi tên của nó cũng là Sōichirō. Kyoko sinh năm 1959 và ở đầu truyện cô 21 tuổi.

## Nhân vật thứ chính
- Yotsuya (四谷, Tứ Cốc):

Lồng tiếng bởi: Chiba Shigeru (tiếng Nhật), Gerard Plunkett và Ron Halder (tiếng Anh).
Một nhân vật cực kỳ bí ẩn sống ở Phòng 4 (Yon), chính xác hơn ông là một trong những nhân vật kỳ quái và bí ẩn nhất mà Takahashi tạo ra. Là một người kín đáo, Yotsuya không bao giờ cho phép người khác vào căn phòng của mình. Các nhân vật khác cũng không hề biết tên đầu đủ của ông, và họ cũng không hề biết ông làm nghề gì (mặc dù họ biết rằng ông có việc làm và đều thấy ông rời khỏi nhà trọ đến cơ quan mỗi ngày). Cách cư xử và hành động của Yotsuya cũng làm tăng thêm vẻ kỳ bí cho nhân vật này. Takahashi Rumiko đã cố tình vẽ ông không bao giờ mở miệng khi nói, việc này thì tất nhiên không thể nào thực hiện được khi chuyển thể Mezon Ikkoku lên màn ảnh nhỏ, chính vì vậy diễn viên lồng tiếng cho Yotsuya phải có một chất giọng rất đặc biệt và những biểu hiện, cảm xúc của ông trên anime cũng được thiết kế rất đặc biệt để bù cho việc này. Ngoài ra, Yotsuya cũng hay vận trên người một bộ yukata, một bộ complet hay một bộ quần áo lịch sự, và ông luôn giữ cách nói điềm tĩnh, lịch sự, kể cả lúc say rượu.
Nhưng, trái với vẻ ngoài lịch sự đó, Yotsuya lại là một trong những nhân vật đáng ghét nhất của Mezon Ikkoku, có thể so sánh ông với Cherry của Urusei Yatsura hay Happosai của Một nửa Ranma. Ông có những thói quen cực kỳ xấu là tính hay tò mò, thói háu ăn, "bàn tay nhám" và nhất là cái tật thích chọc phá người khác, đặc biệt là Yusaku và Kyoko. Yotsuya thường đục một cái lỗ trên vách ngăn giữa phòng mình và phòng Yusaku, từ đó ông hay chui qua phòng cậu học trò đề nói chuyện.
Yotsuya (Tứ Cốc) cũng là tên của một khu phố Nhật Bản nổi tiếng về chuyện ma.
- Roppongi Akemi (六本木 朱美, Lục Bản Mộc châu Mỹ):

Lồng tiếng bởi: Mita Yuko (tiếng Nhật) và Janyse Jaud (tiếng Anh).
Một cô gái tóc đỏ khá xinh đẹp và luôn tạo ra một vẻ ngoài cực kỳ sexy trong cách ăn mặc, cư xử lẫn trang điềm, điều này khiến nhiều nhân vật ở nhà trọ Nhất Khắc không vừa lòng. Akemi sống ở Phòng 6 (Roku) và làm việc tại một quán bar mang tên Trà Trà Hoàn, nơi mà các thành viên trong nhà trọ Nhất Khắc cũng hay lui tới. Cô làm ca đêm ở đấy nên lúc nào cô cũng mang một vẻ mặt buồn ngủ vào ban ngày. Thêm nữa, Akemi có tửu lượng rất tốt và cô cũng nổi tiếng vì là người khiến cho thực khách uống rất nhiều rượu trong quán. Akemi cũng thường tham gia vào những buổi tiệc tùng nhỏ trong phòng Yusaku cùng với Yotsuya và Ichinose, nhưng trái với Yotsuya cô không hề có ý định chọc phá Yusaku và Kyoko như ông.
Nhìn chung, Akemi là một cô gái khá ăn diện và luôn "phớt tỉnh Ăng lê", nhất là trước những lời phàn nàn về cách ăn mặc của mình. Cá tính cô khá ngược với Kyoko, nhưng thật ra tính tình hai người này bổ sung và giúp đỡ cho nhau: kinh nghiệm sống và bản lĩnh của Akemi giúp Kyoko khá nhiều trong việc đứng vững trong cuộc sống, còn Kyoko là một người bạn luôn giúp đỡ và hỗ trợ cho Akemi khi cần.
Cái tên Roppongi Akemi phải nói là khá hợp với cô. Akemi (Châu Mỹ) là "màu đỏ xinh đẹp" như màu tóc cô, còn "Roppongi" (Lục Bản Mộc) là tên một khu phố nổi tiếng nhiều biến cố ở Tokyo.
- Ichinose Hanae (一の瀬 花枝, '):
- Ichinose Kentarō (一の瀬 賢太郎, '):
- Mitaka Shun (三鷹 瞬, Tam Ưng Thuấn):
- Nanao Kozue (七尾 こずえ, Thất Vĩ Sao):
- Kujō Asuna (九条 明日菜, Cửu Điêu Minh Nhật Thái):
- Yagami Ibuki (八神 いぶき, '):

## Nhân vật phụ
- Otonashi Sōichirō (音無 惣一郎, Âm Vô Tổng Nhất Lang):
- Ông Ichinose (一の瀬氏, Ichinose-shi,'):
- Otonashi Ikuko (音無 郁子, Âm Vô Úc Tử):
- Ông lão Otonashi (音無老人, Otonashi Rōjin, Âm Vô Lão Nhân):
- Nikaidō Nozomu (二階堂 望, Nhị Giai Đường Vọng):
- Chủ quán Trà Trà Hoàn (茶々丸のマスター, Cha-Cha Maru no Masuta):
- Sakamoto (坂本, Phản Bản):
- Godai Yukari (五代 ゆかり, '):
- Ông Chigusa (千草氏, Chigusa-ji, Thiên Thảo thị) và Chigusa Ritsuko (千草律子, Thiên Thảo Luật Tử):
- Kuroki Sayako (黒木 小夜子, Hắc Mộc Tiểu Dạ Tử):
- Iioka (飯岡, Phấn Cương):
- Mitsukoshi Zenzaburō (三越 善三郎, Tam Việt Thiện Tam Lang):
- Tiên sinh Kamiogi (上荻先生, Kamiogi-sensei, Thượng Địch Tiên Sinh):
- Godai Haruka (五代春香, Ngũ Đại Xuân Hương):
- Mitaka Moe và Mitaka Mei:
- Sōichirō-san (惣一郎さん):
- McEnroe (マッケンロー, Makkenrō)
- Salad (サラダ, Sarada):

## Nhân vật có vai trò rất nhỏ
Khá nhiều nhân vật lẻ tẻ khác do diễn viên Hayashibara Megumi (林原 めぐみ) tham gia lồng tiếng.